# Keiichi Yano
Keiichi Yano (矢野慶一?, Yano Keiichi; ...) è un autore di videogiochi e musicista giapponese.

## Carriera
Yano si è appassionato alla musica (in particolare alla musica jazz) fin da giovane ha conseguito una specializzazione in studi jazz presso la University of Southern California. Ha suonato il sassofono nei jazz club di Tokyo.
Nel 1996 Yano ha co-fondato la società di produzione iNiS e ha iniziato lo sviluppo di videogiochi. Il suo primo progetto è stato il primo videogioco musicale, Gitaroo Man, per il quale è stato il programmatore principale.
Da allora Yano ha sviluppato numerosi altri videogiochi musicali, inclusa la serie Osu! Tatakae! Ouendan. Questi giochi Ouendan sono stati criticati come incomprensibili per i mercati occidentali a causa della loro enfasi sulla cultura giapponese Ōendan, tuttavia, nonostante ciò, Yano ha creato ambientazioni più accessibili per gli occidentali come Elite Beat Agents, influenzato dai Blues Brothers. Nel 2008 Yano ha creato il gioco del karaoke Lips. Yano è amico personale del collega pioniere dei videogiochi musicali Tetsuya Mizuguchi.
Ha collaborato con Microsoft per il progetto che sarebbe divnatato Xbox. Ha anche lavorato a progetti occidentali occupandosi delle caratteristiche di ambientazione giapponese di Sudeki e di un prototipo arcade per una Gundam Pilot Academy di Banpresto.

## Videogiochi
- Gitaroo Man (2002, PS2)[1]
- Sudeki (2004, Xbox) - Ambientazione giapponese[2]
- Osu! Tatakae! Ouendan (2005, Nintendo DS)[1]
- Gitaroo Man Lives! (2006, PSP)[1]
- Elite Beat Agents (2006, Nintendo DS)[1]
- Rain: Wonder Trip (2006, PSP)[2]
- Moero! Nekketsu Rhythm Damashii Osu! Tatakae! Ouendan 2 (2007, Nintendo DS)
- Lips (2008, Xbox 360)[1]
- Disaster: Day of Crisis (2008, Wii)[1]
- The Black Eyed Peas Experience (2011, Xbox 360)[1]
- The Hip Hop Dance Experience (2013, Wii, Xbox 360)[1]